# Hevesi járás
A Hevesi járás Heves vármegyéhez tartozó járás Magyarországon, amely 2013-ban jött létre. Székhelye Heves. Területe 697,68 km², népessége 33 382 fő, népsűrűsége 48 fő/km² volt a 2012. évi adatok szerint. Két város (Heves és Kisköre) és 15 község tartozik hozzá.
A Hevesi járás a járások 1983-as megszüntetése előtt is mindvégig létezett, és székhelye az állandó járási székhelyek kijelölése (1886) óta végig Heves volt.

## Települései
| Település        | Rang (2013. július 15.) | Kistérség (2013. január 1.) | Népesség (2012. január 1.) | Terület (km²) |
| ---------------- | ----------------------- | --------------------------- | -------------------------- | ------------- |
| Heves            | járásszékhely város     | Hevesi                      | 10 464                     | 99,31         |
| Kisköre          | város                   | Hevesi                      | 2 653                      | 68,42         |
| Átány            | község                  | Hevesi                      | 1 351                      | 50,44         |
| Boconád          | község                  | Hevesi                      | 1 248                      | 29,56         |
| Erdőtelek        | község                  | Hevesi                      | 3 174                      | 44,9          |
| Erk              | község                  | Hevesi                      | 881                        | 21,68         |
| Hevesvezekény    | község                  | Hevesi                      | 611                        | 19,78         |
| Kömlő            | község                  | Hevesi                      | 1 743                      | 49,22         |
| Pély             | község                  | Hevesi                      | 1 291                      | 90,3          |
| Tarnabod         | község                  | Hevesi                      | 662                        | 10,33         |
| Tarnaméra        | község                  | Hevesi                      | 1 603                      | 28,26         |
| Tarnaörs         | község                  | Hevesi                      | 1 804                      | 30,28         |
| Tarnaszentmiklós | község                  | Hevesi                      | 820                        | 35            |
| Tarnazsadány     | község                  | Hevesi                      | 1 192                      | 25,19         |
| Tenk             | község                  | Hevesi                      | 1 166                      | 12,34         |
| Tiszanána        | község                  | Hevesi                      | 2 309                      | 68,14         |
| Zaránk           | község                  | Hevesi                      | 410                        | 14,53         |